# Corvallis
För Corvallis i Montana, se Corvallis, Montana.

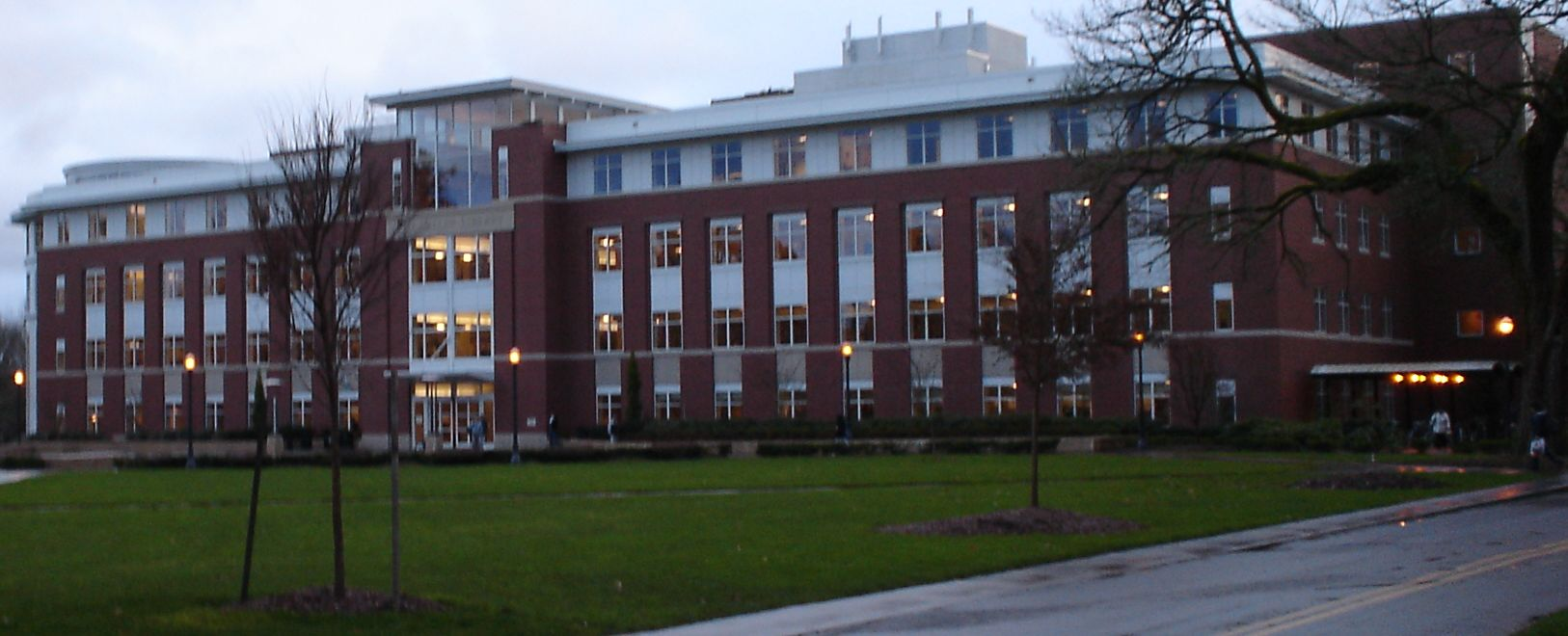
Oregon State University i Corvallis, Oregon

Corvallis är en stad i Benton County i delstaten Oregon i USA med ungefär 50 000 invånare (2005). Corvallis är administrativ huvudort (county seat) i Benton County. Willamettefloden rinner tvärs igenom staden.
Där finns universitetet Oregon State University (OSU), som är känt för sin idrottsverksamhet under namnet Oregon State Beavers med lag inom amerikansk fotboll, baseball, handboll och fotboll. Nobelpristagaren Linus Pauling tog sin kandidatexamen där. Skolan Linus Pauling Middle School är döpt efter honom och har ungefär 800 elever.
Corvallis hette från början Marysville eftersom den första kvinnan som korsade Willamette River hette Mary. Stadens namn ändrades senare till Corvallis på grund av att det fanns också en annan ort i staten Oregon med namnet Marysville. Corvallis betyder "dalens hjärta" på latin, av cor, hjärta, och vallis, dal. Man gav staden det namnet därför att den ligger i mitten av Willamettedalen.
Corvallis var en kort tid år 1855 delstaten Oregons huvudstad.
Orter i närheten av Corvallis:
- Albany - 25 000 invånare
- Lebanon - 12 000 invånare
- Alsea - 2 000 invånare
- Philomath (förort) ca 1 000 invånare.

Den betydligt större staden Eugene ligger söder om Corvallis, ungefär en timme bort med bil. Den närmaste flygplatsen ligger i Eugene.
Staden är omtalad för sina vackra parker och den natur som finns i dess omgivningar.

## Vänorter
Corvallis har följande vänorter:
- Gonder, Etiopien
- Uzjhorod, Ukraina